# دانشگاه زوریخ
دانشگاه زوریخ (به آلمانی: Universität Zürich) یک دانشگاه تحقیقاتی دولتی در زوریخ واقع در شمال سوئیس است که در سال ۱۸۳۳ میلادی بنیان‌نهاده شده‌است. دانشگاه زوریخ، با بیش از ۲۶٬۰۰۰ دانشجو در مقاطع مختلف تحصیلی، بزرگ‌ترین دانشگاه در کشور سوئیس محسوب می‌شود. اکنون این دانشگاه دارای دانشکده‌های هنر، اقتصاد، حقوق، علوم پزشکی، دام‌پزشکی، علوم کاربردی، الهیات و فلسفه است.

## رتبه‌بندی
بر اساس رتبه‌بندی موسسه QS در سال ۲۰۲۰ این دانشگاه در رتبه ۷۶ دانشگاه‌های جهان و سوم سوئیس قرار دارد. همچنین در رده‌بندی مؤسسه تایمز این دانشگاه در سال ۲۰۲۰ در رتبه ۹۰ دانشگاه‌های جهان قرار گرفته است.

## دانشکده‌ها
دانشکده‌های دانشگاه زوریخ عبارتند از:
- دانشکده علوم
- دانشکده هنر
- دانشکده پزشکی
- دانشکده دامپزشکی
- دانشکده حقوق
- دانشکده الهیات
- دانشکده مدیریت، اقتصاد و فناوری اطلاعات

## استادان مشهور

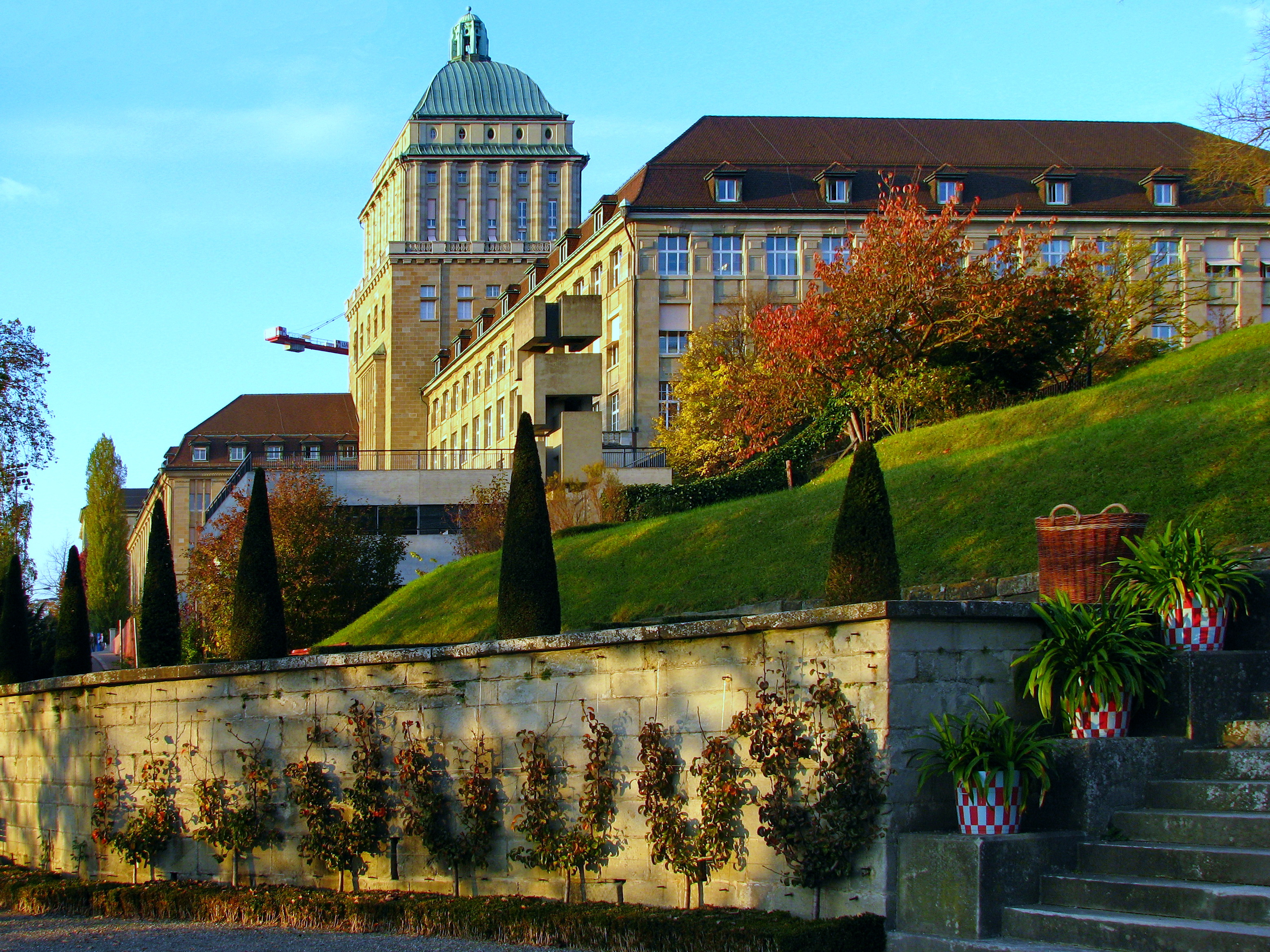
نمایی از محوطه و ساختمان اصلی دانشگاه زوریخ

- امیل تئودور کوخر، برندهٔ جایزه نوبل فیزیولوژی و پزشکی در سال ۱۹۰۹
- ماکس فون لائو، برندهٔ جایزه نوبل فیزیک در سال ۱۹۱۴
- شارل ادوارد گیوم، برندهٔ جایزه نوبل فیزیک در سال ۱۹۲۰
- والتر هرمان نِرْنْسْت، برندهٔ جایزه نوبل شیمی در سال ۱۹۲۰
- کارل لندستینر، برندهٔ جایزه نوبل فیزیولوژی و پزشکی در سال ۱۹۳۰
- اروین شرودینگر، برندهٔ جایزه نوبل فیزیک در سال ۱۹۳۳
- پیتر دبای، برندهٔ جایزه نوبل شیمی در سال ۱۹۳۶
- پل کارر، برندهٔ جایزه نوبل شیمی در سال ۱۹۳۷
- لئوپولد روتسیکا، برندهٔ جایزه نوبل شیمی در سال ۱۹۳۹
- هنریک کارل پیتر دام، برندهٔ جایزه نوبل فیزیولوژی و پزشکی در سال ۱۹۴۳
- لینوس پاولینگ، برندهٔ جایزه نوبل شیمی در سال ۱۹۵۴ و برندهٔ جایزه صلح نوبل در سال ۱۹۶۲
- جورج والد، برندهٔ جایزه نوبل فیزیولوژی و پزشکی در سال ۱۹۶۷
- همیلتون او. اسمیت، برندهٔ جایزه نوبل فیزیولوژی و پزشکی در سال ۱۹۷۸
- کارل الکساندر مولر، برندهٔ جایزه نوبل فیزیک در سال ۱۹۸۷
- اریک اف. ویشاوس، برندهٔ جایزه نوبل فیزیولوژی و پزشکی در سال ۱۹۹۵
- رولف ام. زینکرناگل، برندهٔ جایزه نوبل فیزیولوژی و پزشکی در سال ۱۹۹۶

## دانش‌آموختگان مشهور
تاکنون ۶ نفر از دانش‌آموختگان دانشگاه زوریخ موفق به دریافت جایزه نوبل شده‌اند.
| سال  | رشته   | نام برنده جایزه نوبل |
| ---- | ------ | -------------------- |
| ۱۹۰۱ | فیزیک  | ویلهلم رونتگن        |
| ۱۹۰۲ | ادبیات | تئودور مومسن         |
| ۱۹۱۳ | شیمی   | آلفرد ورنر           |
| ۱۹۲۱ | فیزیک  | آلبرت اینشتین        |
| ۱۹۳۷ | شیمی   | پل کارر              |
| ۱۹۴۹ | پزشکی  | والتر رادولف هس      |